# 昂特藏-拉沙佩勒
昂特藏-拉沙佩勒（法語：Antezant-la-Chapelle，法語發音：[ɑ̃t.zɑ̃ la ʃapɛl]）是法国滨海夏朗德省的一个市镇，位于该省东部，属于圣让当热利区。该市镇于1973年由原市镇昂特藏（Antezant）和拉沙佩勒巴通（La Chapelle-Bâton）合并而成。

## 地理
昂特藏-拉沙佩勒（45°58'57"N, 0°27'23"W）面积18.63 平方千米，位于法国新阿基坦大区滨海夏朗德省，该省份为法国西部滨海省份，北起旺代省，西临大西洋，南至吉倫特省，东南接多爾多涅省，东北接德塞夫勒省接壤，东临夏朗德省。
与昂特藏-拉沙佩勒接壤的市镇（或旧市镇、城区）包括：库尔塞勒、莱塞格利斯-达让特伊、拉雅里欧杜安、卢莱、圣帕尔杜、圣皮埃尔德利勒、韦尔旺、埃苏韦尔。

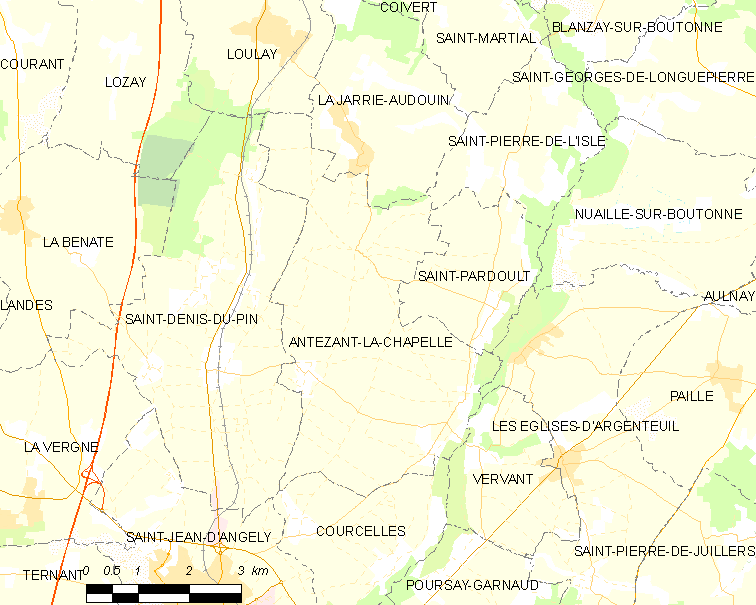
昂特藏-拉沙佩勒的OSM定位图

昂特藏-拉沙佩勒的时区为UTC+01:00、UTC+02:00（夏令时）。

## 行政
昂特藏-拉沙佩勒的邮政编码为17400，INSEE市镇编码为17013。

## 政治
昂特藏-拉沙佩勒所属的省级选区为马塔县。

## 人口

1962-2008年间昂特藏-拉沙佩勒人口变化图示

昂特藏-拉沙佩勒于2022年1月1日时的人口数量为366人。